# Óscar Macías
Óscar Uriel Macías Mora (ur. 9 lipca 1998 w Guadalajarze) – meksykański piłkarz występujący na pozycji ofensywnego lub środkowego pomocnika, od 2024 roku zawodnik Atlético San Luis.